# Binh chủng Không quân Hải quân, Quân đội nhân dân Việt Nam

Trực thăng săn ngầm Ka-28 của Không quân Hải quân Việt Nam

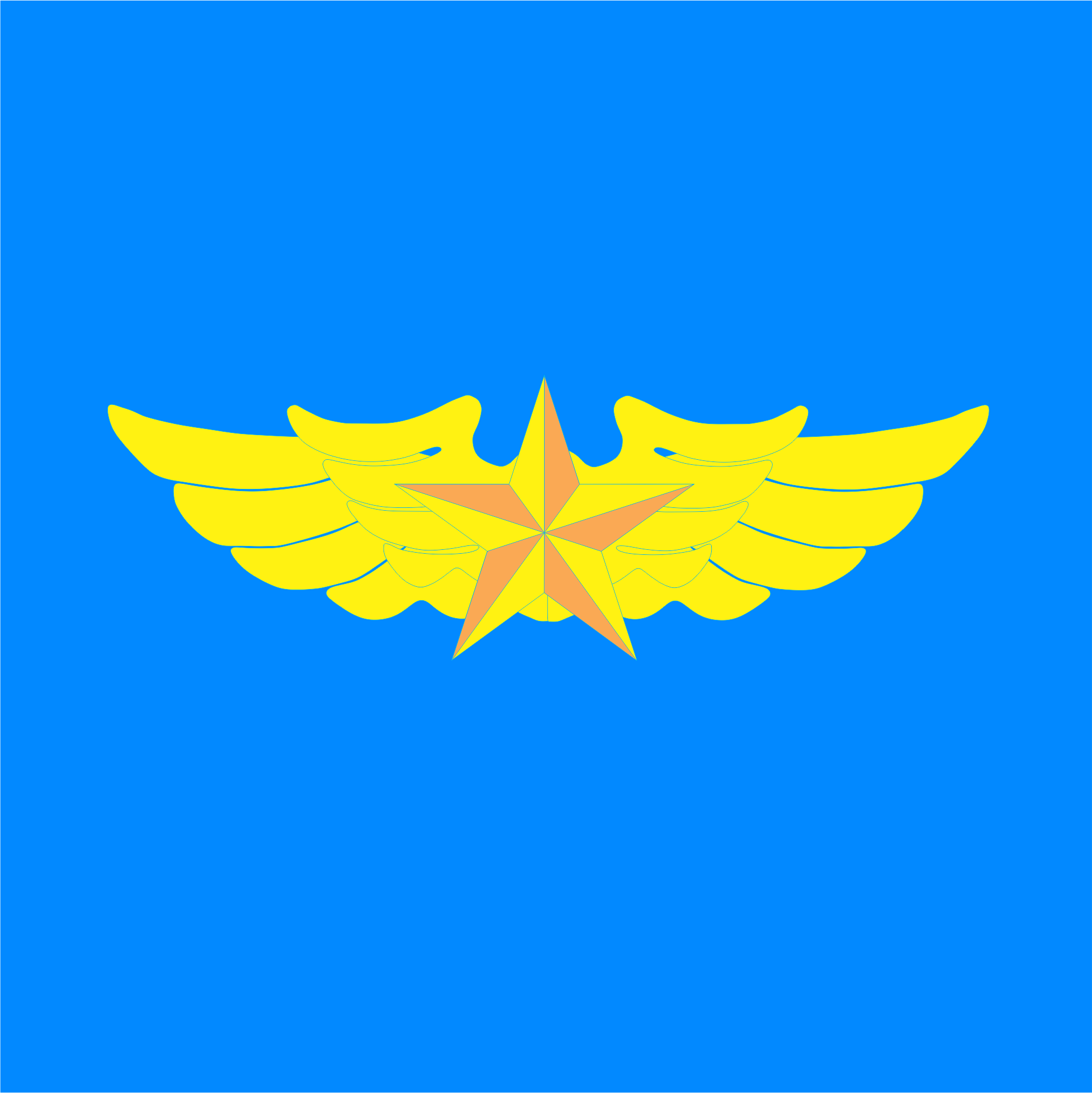
Huy hiệu của Binh chủng Không quân Hải quân Quân đội nhân dân Việt Nam

Binh chủng Không quân Hải quân của Quân đội Nhân dân Việt Nam là một binh chủng thuộc Quân chủng Hải quân Việt Nam có chức năng thực hiện các nhiệm vụ trên biển hoặc ven bờ biển, hải đảo bằng các phương tiện ban đầu của không quân đã từng bước xây dựng và phát triển lực lượng đồng bộ  với trang bị hiện đại như trực thăng săn ngầm, máy bay vận tải và tuần thám biển... Lực lượng không quân của Hải quân còn hiệp đồng với không quân của Quân chủng Phòng không Không quân trong thực hiện tác chiến trên biển. Không quân Hải quân ngày nay đã trở thành một binh chủng hiện đại trực thuộc Quân chủng Hải quân Việt Nam.
- Ngày 24 tháng 7 năm 1986 là ngày truyền thống của Binh chủng Không quân Hải quân.
- Ngày 15 tháng 9 năm 1984 là ngày truyền thống của Lữ đoàn Không quân Hải quân 954.

## Hình thành
Quân chủng Hải quân của Quân đội nhân dân Việt Nam đã được thành lập từ năm 1955 sau khi kết thúc Chiến tranh Đông Dương, nhưng do tình hình và điều kiện lúc đó đặc biệt là khi Chiến tranh Việt Nam nổ ra, Hải quân Việt Nam chưa có lực lượng không quân riêng. Nên từ hướng biển Đông,  Không quân-Hải quân Hoa Kỳ thường xuyên tổ chức đánh phá miền bắc Việt Nam.
Sau khi Chiến tranh Việt Nam kết thúc, trước yêu cầu nhiệm vụ bảo vệ chủ quyền biển, đảo, thềm lục địa của đất nước, cùng với sự phát triển của lực lượng Hải quân, ngày14-12-1981 Bộ Quốc phòng ra quyết định số 294/QĐ-QP về việc chuyển 2 phi đội Ka-25 và Be-12 từ Trung đoàn KQ 933/ Sư đoàn KQ 371 sang trực thuộc Phòng Không quân - Hải quân do Quân chủng Hải quân quản lý. Nhưng do còn thiếu đồng bộ trong khâu đảm bảo hết sức  đặc thù về kỹ thuật hàng không, nên ngày 30-4-1984 Bộ Tổng Tham mưu đã ra quyết định số 26/QĐ-TM điều nguyên trạng lực lượng và 2 phi đội từ Quân chủng Hải quân trở lại trực thuộc Quân chủng Không quân. Nhiệm vụ của 2 phi đội bay Ka-25 và Be-12 tập trung vào huấn luyện và tham gia diễn tập hiệp đồng chiến đấu với các đơn vị Hải quân (CV-82, HQ-83, HN-84...). Ngày 07-5-1982 chuyến bay đầu tiên của Be-12 ra đảo Trường Sa đảm bảo an toàn, được Lãnh đạo Bộ đánh giá cao và biểu dương khen ngợi.
Để đáp ứng yêu cầu phát triển lực lượng phù hợp với nhiệm vụ trong tình hình mới, ngày 15-9-1984 Thượng tướng Lê Trọng Tấn Thứ trưởng BQP ký quyết định số 1365/QĐ-QP về việc thành lập Trung đoàn Không quân Hải quân 954, trực thuộc Quân chủng Không quân (là đơn vị tiền thân của Lữ đoàn Không quân Hải quân 954 ngày nay). Trung đoàn được trang bị 12 trực thăng săn ngầm Kamov Ka-25 và Phi đội gồm 4 thủy phi cơ săn ngầm Beriev Be-12. Đơn vị đóng quân tại sân bay Cát Bi, TP Hải Phòng. Trung đoàn 954 có nhiệm vụ: Phối hợp chặt chẽ với các lực lượng Hải quân làm nhiệm vụ tác chiến trên biển, trinh sát chống ngầm trên cơ sở trang bị kỹ thuật hiện có; tổ chức phục vụ chiến đấu, vận chuyển đổ bộ chiến thuật, vận chuyển khí tài quân sự và các trang bị khác bảo đảm cho bộ đội ở các đảo và làm nhiệm vụ tìm kiếm cứu nạn trên biển đảo.
Ngày 24 tháng 7 năm 1986, Tư lệnh Hải quân ra quyết định số 1253/B0-31 về việc thành lập Phòng Phòng không-Không quân trên cơ sở sáp nhập 2 Phòng (Phòng PK Hải quân và Phòng KQ Hải quân).
Tháng 3-1988, Trung đoàn được tăng cường trang bị thêm trực thăng chống ngầm Kamov Ka-28 hiện đại. Sau đó được tăng cường thêm các trực thăng chống ngầm Kamov Ka-27PL và trực thăng Kamov Ka-32T (thiết kế tương tự Ka-25/28 nhưng là dành cho mục đích vận tải và cứu hộ). Sau năm 1991, Liên Xô tan rã, Việt Nam tiếp tục nhận được các trang thiết bị  thông qua mua từ phía Nga.
Tháng 5 năm 1990, Trung đoàn 954 tổ chức cơ động toàn bộ lực lượng từ sân bay Cát Bi vào đóng quân tại sân bay Đà Nẵng, với các chủng loại máy bay được trang bị (Ka-28, Ka-32, Mi-8, Mi-17). Năm 2000, Trung đoàn 954 đã vinh dự được Nhà nước trao tặng danh hiệu Anh hùng lực lượng vũ trang nhân dân.
Sau khi Bộ Ngoại giao Hoa Kỳ đã rút lệnh cấm xuất khẩu trực thăng quân sự cho Việt Nam qua sự vận động lâu dài của tập đoàn Executive Decision Export Services Group thì Bộ Quốc phòng Việt Nam đã mua nhiều máy bay trực thăng hoạt động trên biển của hãng Eurocopter (Pháp) nhằm trang bị cho Binh chủng. Năm 2011, Hải quân Việt Nam vừa tiếp nhận một phi đội trực thăng vận tải-trinh sát biển Eurocopter EC225 Super Puma biên chế cho Quân chủng.
Năm 2010 Bộ Quốc phòng Việt Nam đặt mua 6 máy bay tuần tra biển DHC-6 Twin Otter của Canada. Quân chủng Hải quân đã quyết định cử 12 phi công máy bay DHC-6 sang đào tạo tại Canada trong thời gian 17 tháng, nhằm tăng cường khả năng tuần tra trên biển.
Ngày 17 tháng 8 năm 2012, Quân chủng Hải quân đã tổ chức lễ khởi công xây dựng dự án hạ tầng Trung đoàn Không quân - Hải quân tại Sân bay Cam Ranh, tỉnh Khánh Hòa.
Ngày 22/5/2013, Bộ trưởng Bộ Quốc phòng ký Quyết định số 1681/QĐ-BQP về tổ chức lại, nâng cấp Trung đoàn Không quân 954 thành Lữ đoàn Không quân 954.
Ngày 25/6/2013, Bộ trưởng Bộ Quốc phòng ký quyết định số 2251/QĐ-BQP về việc điều chuyển Lữ đoàn Không quân 954 từ Quân chủng Phòng không-Không quân trở về trực thuộc Quân chủng Hải quân, đóng quân tại TP. Cam Ranh, tỉnh Khánh Hòa. Theo đó Lữ đoàn Không quân Hải quân 954 có vụ nhiệm vụ: Tác chiến chống ngầm; tuần tiễu, trinh sát, tuần thám, chỉ thị mục tiêu, chuyển tiếp chỉ huy cho các lực lượng; làm nhiệm vụ vận chuyển tiếp tế chi viện cho các đảo, nhà giàn; tìm kiếm cứu nạn trên biển… và các nhiệm vụ khác khi có lệnh.

## Trang bị hiện nay
Các vũ khí hiện nay của Không quân Hải quân Việt Nam:
- Nga Trực thăng chống ngầm Kamov Ka-28: 7-10 chiếc
- Nga Trực thăng cứu hộ Kamov Ka-32: 1 chiếc
- Pháp Trực thăng cứu hộ Eurocopter Dauphin: 6 chiếc
- Pháp Trực thăng vận tải/cứu hộ Aérospatiale Puma: 9 chiếc
- Pháp Trực thăng vận tải Eurocopter AS332 Super Puma: 7 chiếc
- Pháp Trực thăng trinh sát biển Eurocopter EC225 Super Puma: 2-4 chiếc
- Canada Máy bay tuần tra biển DHC-6 Twin Otter: 6 chiếc (giao hàng năm 2013-2014)

Các phi đội Kamov Ka-25 và Beriev Be-12 đã ngừng hoạt động do đã hết niên hạn sử dụng.
Hải quân Nhân dân Việt Nam đang có ý định đặt mua từ Mỹ 6 chiếc máy bay tuần tra P-3C Orion của Hải quân Hoa Kỳ và hai bên đang tìm hiểu nhu cầu và tính khả thi của nhau. Dự kiến 6 chiếc P-3C này sẽ được nâng cấp với các trang thiết bị vô tuyến điện tử hiện đại (thiết bị cảm biến tìm kiếm mục tiêu hồng ngoại FLIR, hệ thống máy tính ASQ-114, hệ thống xử lý dữ liệu AYA-8, hệ thống hiển thị MAD ASQ-81, ra đa ALR-95V, hệ thống định vị thủy âm AQH-4V) tại Hoa Kỳ trước khi về Việt Nam nếu hợp đồng được thực hiện.
P-3C Orion là loại máy bay tuần tra trinh sát biển, tác chiến chống tàu ngầm (MPA), sự xuất hiện của nó trên Biển Đông có thể tạo nên một sự thay đổi địa chính trị, địa quân sự khu vực. Nếu kế hoạch Việt Nam mua 6 máy bay săn ngầm P-3 trở thành hiện thực, chúng sẽ được biên chế cho lực lượng Không quân Hải quân và P-3C sẽ gia tăng đáng kể khả năng chống ngầm và bảo vệ lãnh hải cho Việt Nam, phục vụ yêu cầu xây dựng lực lượng Quân đội Nhân dân Việt Nam chính quy, tinh nhuệ và từng bước hiện đại.

## Trang phục
Bộ đội Không quân của Hải quân mặc theo kiểu và màu quân phục Hải quân. Mang quân hàm kết hợp màu tím than của Hải quân, có hình phù hiệu Không quân. Đội mũ cứng và mũ mềm màu tím than.